# Скијашко трчање на Зимским олимпијским играма 1924 — 50 километара за мушкарце

## Резултати
Скијашко трчање на Зимским олимпијским играма 1924. у дисциплини трка на 50 km одржала се у среду 30. јануара 1924. године на стадиону у Шамонију.
Такмичење је почело у 8:37 стартом првог скијаша Андреом Блуфеом док је задњи такмичар Ерки Камараинен стартовао у 9:09. Први такмичар који је завршио трку у 12:27:46 био је Јохан Гретумсбратен, а такмичење је завршено у 3:25:58 када је Шћепан Витковски прешао линију циља.

### 50 km
| Медаља | Држава                | Спортиста           | Резултат          |
| Злато  | Норвешка              | Торлиф Хауг         | 3:44:32           |
| Сребро | Норвешка              | Торалф Стростад     | 3:46:23           |
| Бронза | Норвешка              | Јохан Гретумсбратен | 3:47:46           |
| 4.     | Норвешка              | Јон Мардален        | 3:49:48           |
| 5.     | Шведска               | Торкел Персон       | 4:05:59           |
| 6.     | Шведска               | Ернст Алм           | 4:06:31           |
| 7.     | Финска                | Мати Рајвио         | 4:06:50           |
| 8.     | Шведска               | Оскар Линдберг      | 4:07:44           |
| 9.     | Италија               | Енрико Коли         | 4:10:50           |
| 10.    | Италија               | Ђузепе Гедина       | 4:27:48           |
| 11.    | Италија               | Винченцо Коли       | 4:31:34           |
| 12.    | Чехословачка          | Штепан Хевак        | 4:44:58           |
| 13.    | Италија               | Бенино Ферера       | 4:45:39           |
| 14.    | Чехословачка          | Антон Готштајн      | 4:45:48           |
| 15.    | Француска             | Едвард Путе-Нобл    | 4:58:27           |
| 16.    | Француска             | Огист Перин         | 5:04:16           |
| 17.    | Чехословачка          | Јозеф Немецки       | 5:05:06           |
| 18.    | Француска             | Камиј Меди          | 5:10:44           |
| 19.    | Чехословачка          | Олдрих Колар        | 5:18:14           |
| 20.    | Мађарска              | Ференц Немет        | 6:16:32           |
| 21.    | Пољска                | Шћепан Витковски    | 6:25:58           |
| -      | Шведска               | Пер-Ерик Хедлунд    | Није завршио трку |
| -      | Финска                | Пер Тапани Нику     | Није завршио трку |
| -      | Француска             | Андре Блуфе         | Није завршио трку |
| -      | Финска                | Ерки Камараинен     | Није завршио трку |
| -      | Швајцарска            | Сајмон Јулен        | Није завршио трку |
| -      | Краљевина Југославија | Душан Зинаја        | Није завршио трку |
| -      | Летонија              | Роберт Плуме        | Није завршио трку |
| -      | Краљевина Југославија | Мирко Пандаковић    | Није завршио трку |
| -      | Швајцарска            | Ханс Херман         | Није завршио трку |
| -      | Краљевина Југославија | Зденек Швигељ       | Није завршио трку |
| -      | Швајцарска            | Алфред Ауфденблатен | Није завршио трку |
| -      | Финска                | Антон Колин         | Није завршио трку |